# ズザンネ・ヘニッヒ＝ヴェルゾー
ズザンネ・ヘニッヒ＝ヴェルゾー （ヘニッヒ＝ヴェルゾウ、ヘンニヒ＝ヴェルゾー、ドイツ語:  Susanne Hennig-Wellsow  [ˈhɛnɪçˈvɛlzo]、旧姓ヘニッヒ、1977年10月13日 - ）は、ドイツの政治家。所属政党は左翼党 (Die Linke)。
2004年から2021年3月までテューリンゲン州議会議員。2013年から2021年まで左翼党テューリンゲン州代表、2014年から2021年まで党テューリンゲン州議会議員団長を務めた。2021年2月27日、ジャニーン・ヴィスラーと共に左翼党党首(共同党首)に選出された。  2022年4月20日、党勢低迷の責任を取る形で、左翼党党首を辞任した。

## 経歴
ドイツ民主共和国(東ドイツ〈DDR〉)ノイブランデンブルク県デミーン郡（現・メクレンブルク＝フォアポンメルン州デミーン）出身。
ズザンネ・ヘニッヒ＝ヴェルゾーの父親はトラック運転士であった。旧東ドイツ時代、ドイツ人民警察で刑事警察官としての教育訓練を受けていた。彼女の母親は旧東独時代において市役所戸籍係、東西ドイツ統一後の1990年代からはテューリンゲン州内務省に勤務していた。1984年から1999年まで、彼女はスピードスケート選手のトレーニングを受けていた。1996年、ヘニッヒはエアフルトにあるスポーツ系ギムナジウムでアビトゥーア試験に合格した。同年、彼女はエアフルト大学教育部に入学し、2001年に教育学得業士 (ディプローム)の 学位を授与された。2001年から2004年まで、テューリンゲン州議会の民主社会党 (PDS)議員団の教育・メディア部会において助言者 (学術助手) として働いた。
ズザンネ・ヘニッヒ＝ヴェルゾーは結婚しており、2014年に1人の子を産んだ。2021年、テューリンゲン州エアフルトからブランデンブルク州 ポツダムに転居した。

## 政治活動
ズザンネ・ヘニッヒ＝ヴェルゾーは東独 (DDR)の政権政党であった社会主義統一党 (SED)の後継政党民主社会党 (PDS)に入党することで、政治活動を始めている。なお、民主社会党 (PDS) は2007年6月17日 にWASGと合併し左翼党 (Die Linke) になった。2004年、民主社会党 (PDS)の比例区名簿に記載され、テューリンゲン州議会議員に選出された。2007年から2012年まで左翼党 (Die Linke)エアフルト市委員会のメンバーであった。議会では青少年対策と青少年支援を担当した。なお、2002年から彼女はエアフルト市の青少年支援委員会のメンバーだった。
州議会議員選出時において、彼女は最年少の議員であった。2012年までテューリンゲン州議会党議員団の教育・学生問題担当だった。州議会では教育委員会のメンバー、学術・経済委員会の副委員長であった。2012年から2014年まで、州議会議員団の文教政策担当。2004年10月、左翼党 (Die Linke)の同僚マティアス・ヴェアヴォルフ州議会議員と共に、エアフルト市内に若年有権者対策としての青少年対策事務所RedRoXXを開設した。
2009年のテューリンゲン州議会選挙において、ズザンネ・ヘニッヒ＝ヴェルゾーは左翼党 (Die Linke)の候補者として、エアフルト第2選挙区で1位になり小選挙区当選を果たした。2011年、左翼党 (Die Linke)テューリンゲン州委員会副代表に選出された。2013年11月、代議員投票において、134票中76票を得て、テューリンゲン州左翼党 (Die Linke)代表に選出された。その際、2人の対立候補がいた。2014年と2019年のテューリンゲン州議会選挙に際しても、比例区ではなく、小選挙区で当選した。左翼党 (Die Linke)ボド・ラメロウがテューリンゲン州首相に就任した2014年12月10日、彼女はテューリンゲン州議会左翼党 (Die Linke)議員団長に選出された。2015年11月15日、テューリンゲン州ゴータで開催されたテューリンゲン州左翼党 (Die Linke)党大会において、彼女は75,4％という圧倒的な支持を得て、州党代表に再任された。彼女の州党代表と州議会党議員団長の兼任に反対した対立候補フランツ・ランゲの支持は17,2％に過ぎなかった。
ドイツ全土においてズザンネ・ヘニッヒ＝ヴェルゾーの名が知られるようになったのは、2020年2月5日におけるトーマス・ケメリヒ (FDP)テューリンゲン州首相選出によって、生じたテューリンゲン危機の時であった。極右の支持によって、自由民主党 (FDP)の新州首相が誕生したという政治状況において、彼女は州議会最大会派代表として新州首相を歓迎するセレモニーを担うことになった。彼女は新州首相トーマス・ケメリヒとの握手を拒んだだけでなく、花束を突き返したのである。
ズザンネ・ヘニッヒ＝ヴェルゾーの重点分野は教育問題であり、ANTIFAアンティファ運動、政治教育、後継者支援に視線が注がれている。2007年に出された反資本主義左翼（Antikapitalistische Linke, AKL）による呼びかけに、彼女はすぐに賛同した。反資本主義左翼という名称で呼ばれている左翼党 (Die Linke)の左派派閥は、2016年には、連邦憲法擁護庁によって極左過激派として監視対象に指定された。その後、ドイツラジオの放送番組において、「 反資本主義左翼(AKL)を大きくするという自分の役割は終わったので、この派閥から離脱する」と彼女は語った。2005年、エアフルトにおいて反グローバリズム団体「社会フォーラム」への支持を明言した。2007年、ハイリゲンダムサミットへの抗議活動にコミットすることを表明していた。

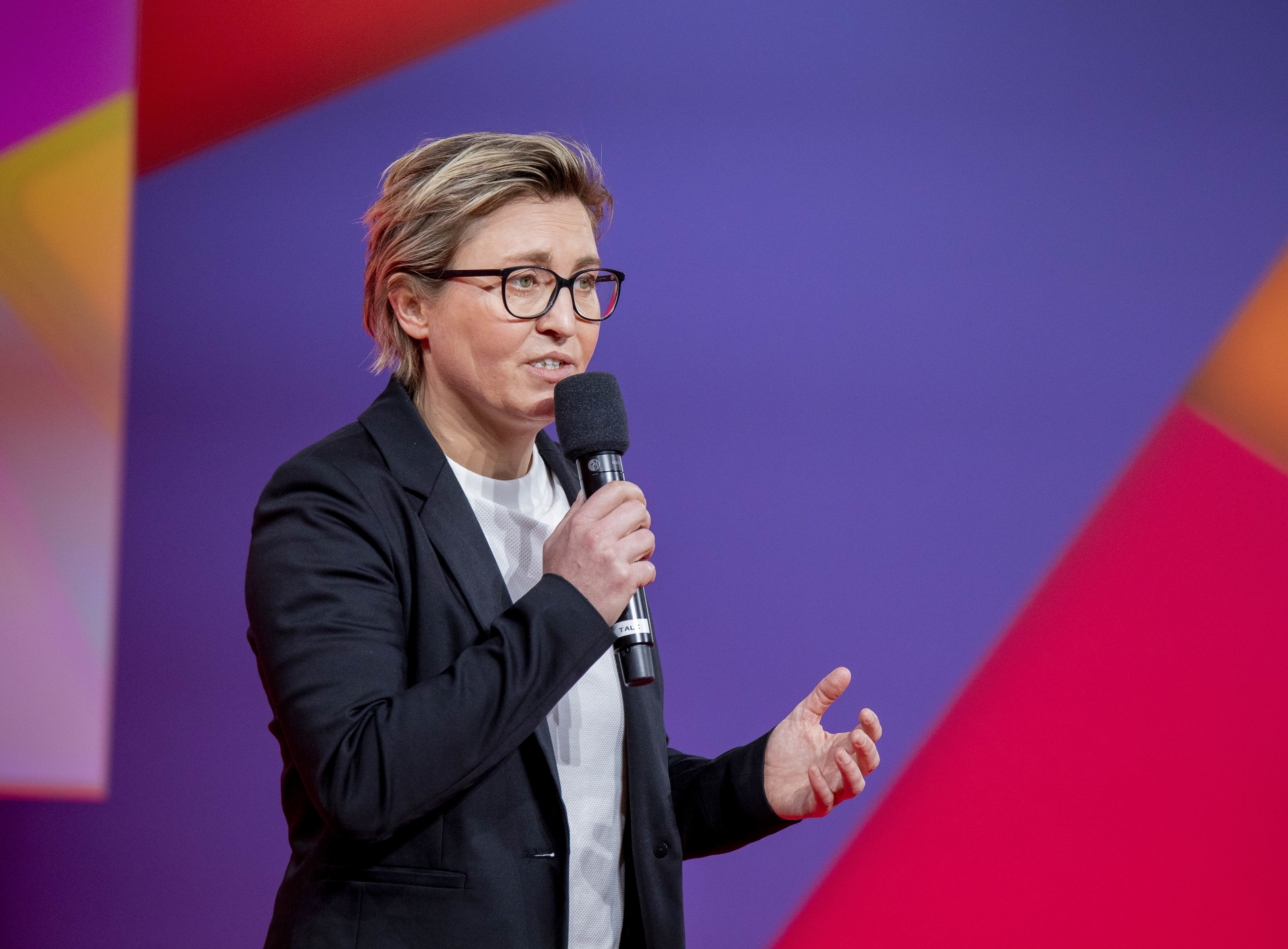
党大会で演説するズザンネ・
ヘニッヒ＝ヴェルゾー (2021)

コロナ・パンデミックのために、2021年2月での左翼党 (Die Linke)党大会はリモートで開催された。そこでズザンネ・ヘニッヒ＝ヴェルゾーはジャニーン・ヴィスラーと共に党代表の候補者になった。2人の党代表候補者は党内の大きな政治潮流を代表していた。 ヴィスラーは党内左派・トロツキズムを、ズザンネ・ヘニッヒ＝ヴェルゾーは穏健派を代表していた 。2021年2月27日に開催された左翼党 (Die Linke)党大会において、この2人は圧倒的多数の支持票を得て党代表に選出された。2021年3月はじめ、ズザンネ・ヘニッヒ＝ヴェルゾーはテューリンゲン州党代表と州議会党議員団長を辞任した。2月の段階で彼女は2021年ドイツ連邦議会選挙に立候補し、政治活動の場を地元州からドイツ連邦議会に移すことを告知していた。
ズザンネ・ヘニッヒ＝ヴェルゾーは2021年党大会前、左翼党 (Die Linke)の連立政権参加を肯定し、ラディカルであっても実際的なアプローチを選択すると明言した。彼女のこの発言に関して、左翼党 (Die Linke)内では異論が出ている。
2021年3月4日、雑誌「ユング＆ナビ」のインタビューにおいて、ズザンネ・ヘニッヒ＝ヴェルゾーはドイツ連邦軍の域外派兵終了は可能であると発言した。2021年3月31日、テレビ討論番組司会者マルクス・ランツによる質問に答える形で、左翼党 (Die Linke)の立場から徹底した税制改革をおこなうと彼女は発言した。
2022年4月20日、左翼党共同党首を辞任した。彼女は3つの理由によって辞任に至った。子供の教育により多くの時間を当てたいという個人的理由があった。さらに、左翼党が2022年3月のザールラント州議会選挙で大敗したことを辞任理由に挙げた。左翼党は2017年ザールラント州議会選挙で得た12.8％から2022年では2.6％に低落し、州議会での議席を全て失った。加えて、ヘッセン州の左翼党内で起きたセクハラ問題によって、党のイメージダウンが生じたことにも責任を取った。

## 所属組織
ズザンネ・ヘニッヒ＝ヴェルゾーは左翼党 (Die Linke)の議員であると同時に、ドイツ労働総同盟に加盟している教育・学術労組の組合員でもある。2001年から2012年まで、エアフルトのスポーツクラブ「ESC Erfurt」でスピードスケートと生涯スポーツのコーチをしていた。

## 著作

### 単著
- Susanne Hennig: Wie antwortet DIE LINKE auf die Ausbildungsmisere? In: Horst Bethge, Gerrit Große, Nele Hirsch, Ulrike Zerhau (Hrsg.): PISA-Schock: Was sagt DIE LINKE? VSA-Verlag für das Studium der Arbeiterbewegung, Hamburg 2008, ISBN 978-3-89965-290-1, S. 217–222.

### 共著
- Susanne Hennig-Wellsow (Hrsg.): Mit LINKS regieren? Wie Rot-Rot-Grün in Thüringen geht. VSA-Verlag, Hamburg 2015, ISBN 978-3-89965-672-5.